# Пискоровце
Пискоровце (словац. Piskorovce) — село и одноимённая община в районе Вранов-над-Топлёу Прешовского края Словакии. В письменных источниках начинает упоминаться с 1408 года.

## География
Село расположено в южной части края, в южной части Низких Бескид, вблизи истока реки Ондалик, при автодороге 3573. Абсолютная высота — 246 метров над уровнем моря. Площадь муниципалитета составляет 7,67 км².

## Население
| Год:                | 1994 | 2004    | 2014     | 2024     |
| ------------------- | ---- | ------- | -------- | -------- |
| Количество человек: | 166  | 160     | 142      | 112      |
| Разница:            |      | −3,61 % | −11,25 % | −21,12 % |

По данным последней официальной переписи 2011 года, численность населения Пискоровце составляла 145 человек.